# Трианон

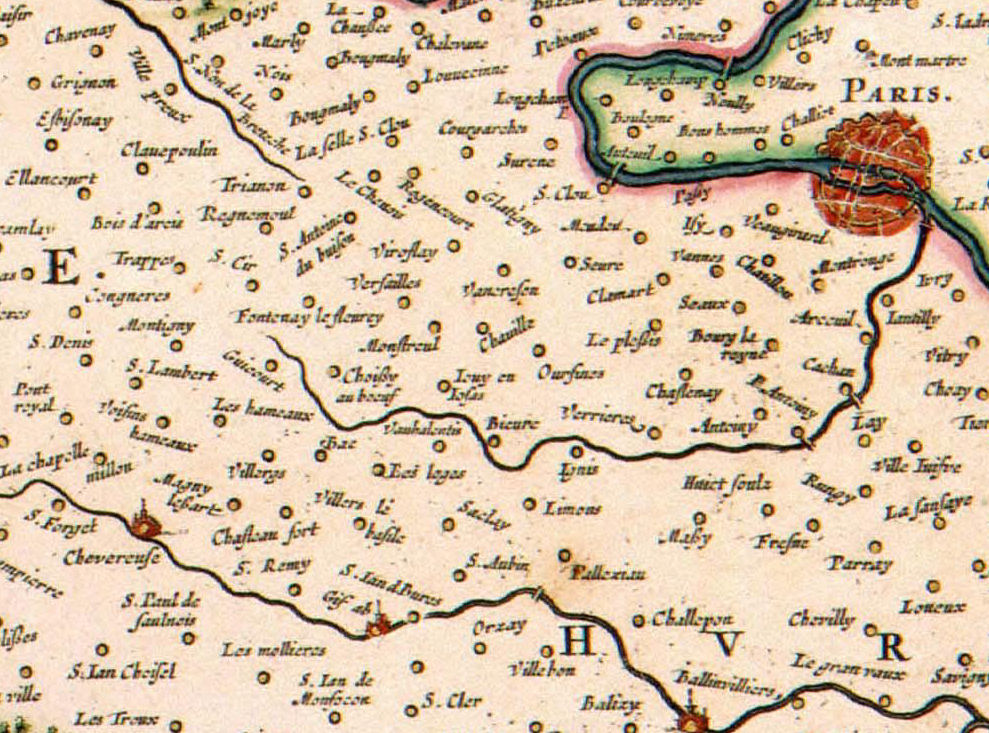
Карта местности к западу от Парижа (1635 год). Селение Трианон расположено северо-западнее Версаля.

Трианон (фр. Trianon) — деревня поблизости от Версаля, выкупленная французским королём Людовиком XIV и прекратившая своё существование в 1668 году. 
Земли деревни были присоединены к садам Версаля и именно на этой территории были построены дворцы Большой и Малый Трианон. В Большом дворце в 1920 году был подписан Трианонский мирный договор с проигравшей Венгрией.

## История
Селение Трианон было упомянуто в булле папы римского Александра III в 1163 году под именем Triarnum. Это название произошло от латинского лат. Triƒinium, вероятно, означавшего место сочленения трёх владений.
Вплоть до XII века деревня была подчинена епархии Шартра, а в 1225 году сеньоры Версаля продали её аббатству Святой Женевьевы. Церковь в Трианоне была посвящена Деве Марии (лат. Divæ Mariæ de Trienno).
Впоследствии сеньория Трианон принадлежала знатной семье Монтолон (фр. Montholon).

## Соседство с королём
Первый парк в новом шато Людовика XIII в Версале был устроен в 1627 году, поскольку король задумал образовать подлинное королевское угодье для занятия охотой. Однако в ходе межевания территория Трианона осталась за рамками королевской земли, за исключением нескольких арпанов, которые король купил в 1632 году у супругов Жана Мартена и Маргариты Ле Брун, крупных версальских чиншевиков. При этом дорогу между Трианоном и Версалем пришлось пустить в обход, что усложняло повседневную жизнь местных жителей. В ходе следующего этапа территориального расширения, примерно в 1640 году, отчуждаемые земли уже вышли за рамки Версальского диоцеза и включали часть территории Шартрского диоцеза, по границе лугов Трианона и «мосту Мельников» (на месте современных ворот Малого моста).

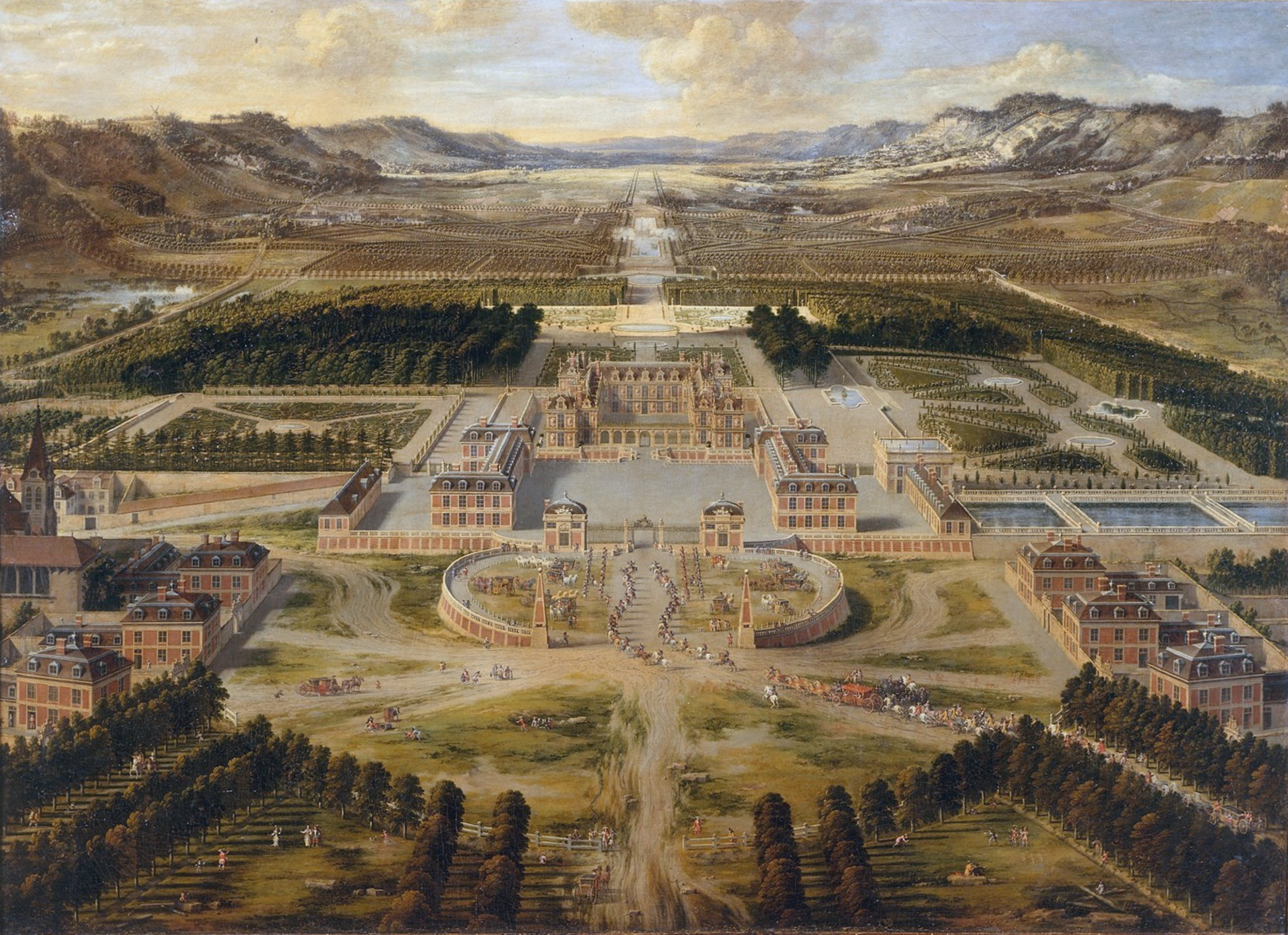
Королевский Версаль в 1668 году на картине кисти Пьера Пателя (Трианон ещё не разрушен)

Начиная с 1660 года, когда король Людовик XIV задумал создать в своём Версальском имении Большой парк, он присоединил земли, находившиеся между поселениями Версаль и Шуази-о-Бёф (в наше время не существует), а также хутора Сатори и Трианон. Из-за этого королевского проекта Трианон лишился своих лугов, ровных и открытых; высокая ограда королевского парка была построена прямо у границы деревни. В сентябре 1662 года, при очередном расширении, было решено обнести забором часть территории селения Сен-Антуан-дю-Бюссон и весь Трианон целиком.
В период между 1662 и 1665 годом, задумав создать место своего отдыха и развлечений, король купил земли Трианона, которые находились к северо-западу от королевских владений в Версале. Некто Элизабет Марешаль, вдова Шарля Лонжуе, получила 42 000 ливров за земли Трианона и её постройки. Наследники Жака Лемаре, продавшего свой земельный участок ещё Людовику XIII, сейчас продали большой дом на территории хутора. Аббат и монахи обители Святой Женевьевы в обмен за 107 арпанов трианонской земли получили 29 перчей земли и 31 585 ливров, а также 1749 ливров компенсации за потерю пахотных земель из-за возведения ограды в 1663 году.
В 1668 году деревенские постройки Трианона были снесены, камни от трианонской церкви пошли на возведение стен кладбища в Шуази-о-Бёф, куда в 1670 году перенесли захоронения с трианонского кладбища. На картине работы Пьера Пателя, законченной в 1668 году, в верхнем правом углу можно видеть ещё существующую церковь Трианона.
Разрушение крестьянского хозяйства в Трианоне имело негативное влияние на местную экономику — цензитарии были изгнаны, местные сеньоры теряли доходы от своих земель, а Шартрская епархия лишалась своих сборов.

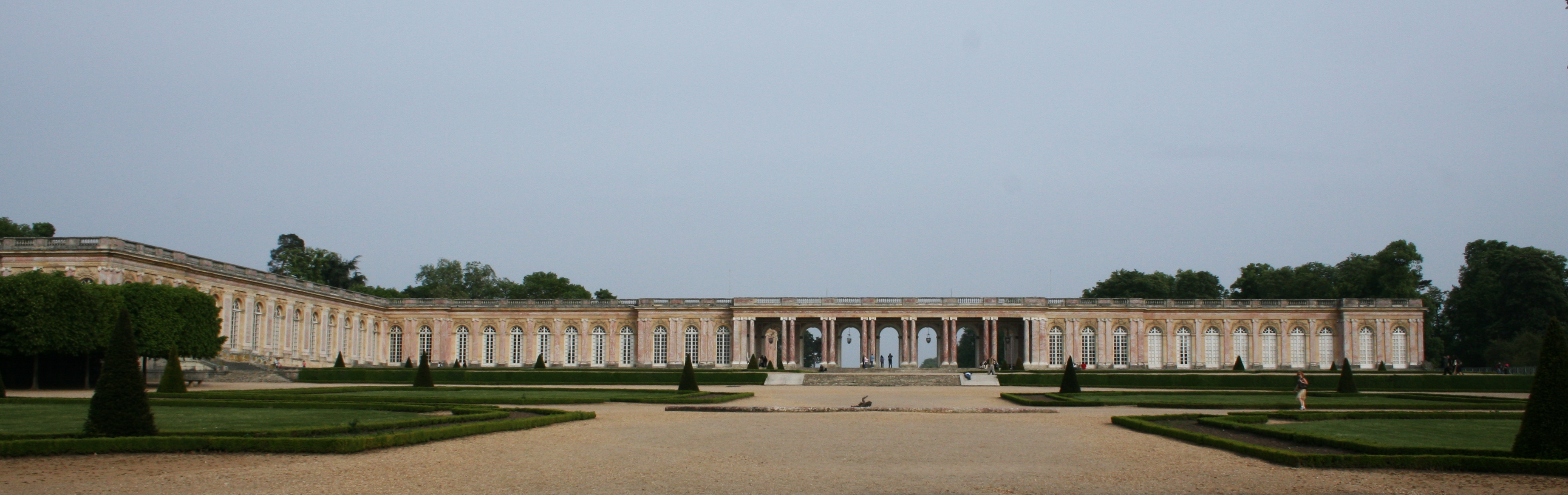
Дворец Большой Трианон, построенный на месте деревеньки Трианон

В период между 1670 и 1672 годами по распоряжению короля на этом участке на месте прежней церкви и соломенных хижин был построен оригинальный дворцово-парковый комплекс, получивший название Фарфоровый Трианон.
От названия разрушенной деревни Трианон впоследствии произошли названия нескольких дворцов, которые были построены в непосредственной близости:
- Фарфоровый Трианон, ансамбль из пяти павильонов и регулярного парка;
- Большой Трианон (или «Мраморный Трианон»), построенный на месте предыдущего;
- Малый Трианон, построенный по заказу короля Людовика XV, и который позже Людовик XVI преподнёс Марии-Антуанетте.